# Hemerobius frontalis
Hemerobius frontalis is een insect uit de familie van de bruine gaasvliegen (Hemerobiidae), die tot de orde netvleugeligen (Neuroptera) behoort. 
Hemerobius frontalis is voor het eerst wetenschappelijk beschreven door Hagen in 1858.